# Ronde van Duitsland 1962
De Internationale Afri-Cola Duitse Ronde 1962 (lokale naam: Internationale Afri-Cola Deutschland-Rundfahrt) was de 18e editie van de Ronde van Duitsland. Titelverdediger was de Duitser Friedhelm Fischerkeller. De Nederlander Peter Post wist het eindklassement te winnen, mede dankzij de winst in de vierde etappe. De Belgen Lode Troonbeeckx en Roger Baens, die beiden in dezelfde tijd eindigde.

## Parcours en deelnemers
De Ronde van Duitsland begon op 12 april en duurde tot 18 april 1962. De start en finish van de koers was in Keulen. Aan de start stonden 56 deelnemers, waarvan 34 deelnemers de finish haalde. Post won met een gemiddelde van 35,803 km/h.

## Etappelijst
| Etappe    | Datum    | Start – Finish           | km  | Etappewinnaar        | Klassementsleider    |
| --------- | -------- | ------------------------ | --- | -------------------- | -------------------- |
| 1. Etappe | 12 april | Köln – Saarbrücken       | 253 | Martin Van Geneugden | Martin Van Geneugden |
| 2. Etappe | 13 april | Saarbrücken – Groß-Gerau | 268 | Rudi Altig           | ?                    |
| 3. Etappe | 14 april | Groß-Gerau – Schlitz     | 218 | Rudi Altig           | ?                    |
| 4. Etappe | 15 april | Kassel – Hannover        | 194 | Peter Post           | Peter Post           |
| 5. Etappe | 16 april | Hannover – Oldenburg     | 244 | Martin Van Geneugden | Peter Post           |
| 6. Etappe | 17 april | Oldenburg – Bielefeld    | 259 | Dieter Kemper        | Peter Post           |
| 7. Etappe | 18 april | Bielefeld – Köln         | 300 | Martin Van Geneugden | Peter Post           |

## Eindklassement
|   | Renner            | Tijd        |
| - | ----------------- | ----------- |
| 1 | Peter Post        | 40h 26' 51" |
| 2 | Lode Troombreeckx | + 0' 00"    |
| 3 | Roger Baens       | + 0' 00"    |